# Powódź na Śląsku (1903)
Powódź na Śląsku w 1903 roku – powódź z lipca 1903 roku, spowodowana obfitymi opadami deszczu w Czechach i na Śląsku (wówczas tereny Austro-Węgier i Cesarstwa Niemieckiego).

## Przebieg wydarzeń

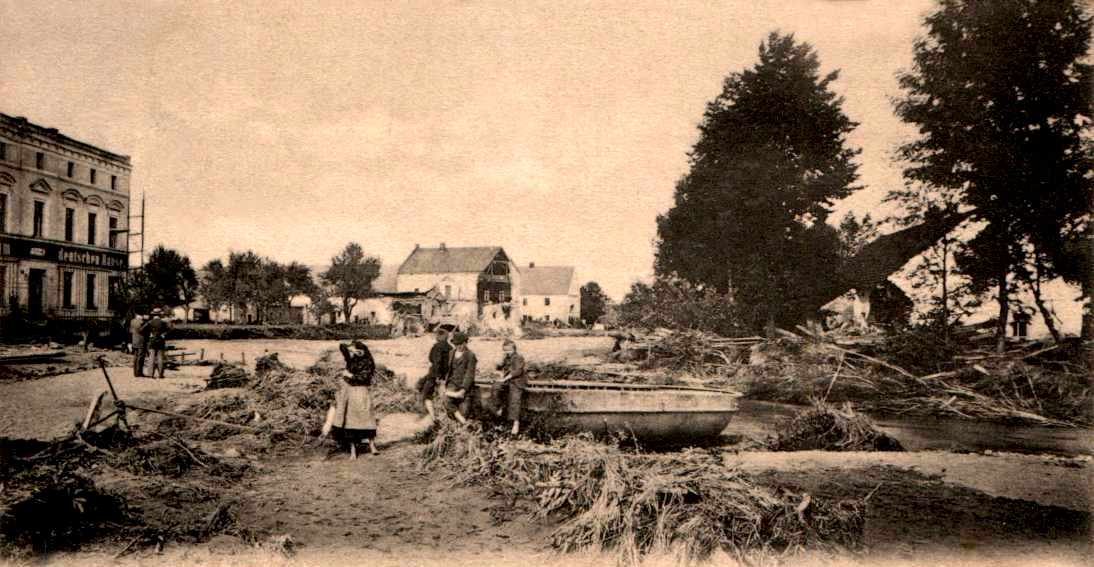
Powódź w Łące Prudnickiej koło Prudnika

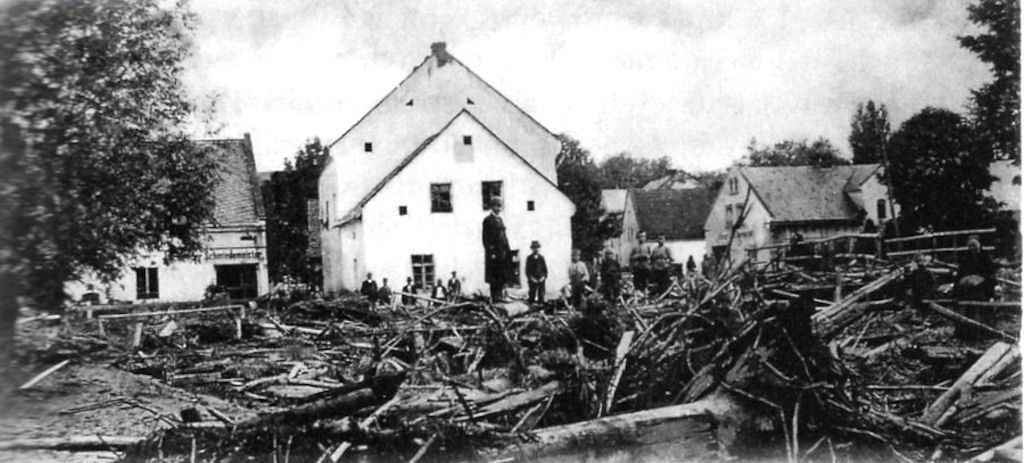
Powódź w Łące Prudnickiej koło Prudnika

9 i 10 lipca na południu Śląska doszło do fali opadów nawalnych. Były wyjątkowo intensywne w dorzeczu Białej Głuchołaskiej, Prudnika, Osobłogi i Opawy. Na Rynku w Głuchołazach poziom wody sięgnął wysokości 2 metrów. W Jarnołtówku zawalił się kościół, następnie woda ze Złotego Potoku zalała Moszczankę (zniszczyła w niej 32 domy) i Łąkę Prudnicką, w której powstało wielkie rozlewisko, a wojsko musiało ewakuować ludzi czekających na pomoc na dachach. Następnie zalany został Prudnik, gdzie woda zawaliła kilka domów na Taborach, a także zalała zakłady włókiennicze (późniejsze ZPB „Frotex”). W wyniku powodzi w Prudniku zginęła jedna osoba.

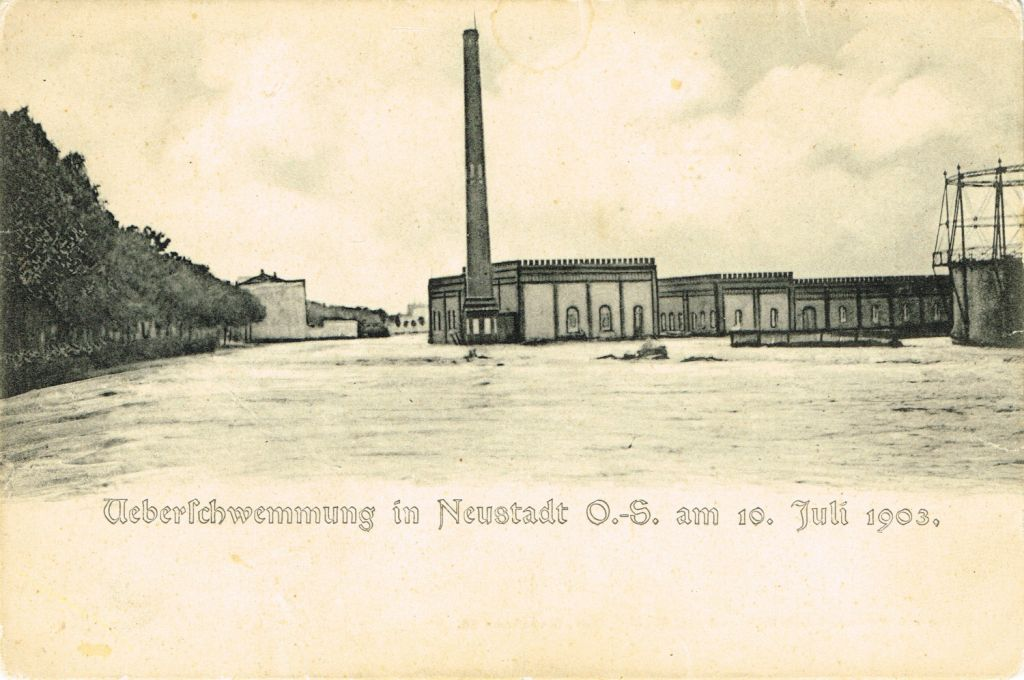
Podtopiony zakład włókienniczy w Prudniku

Woda z Osobłogi zawaliła kamienny most kolejowy w Racławicach Śląskich. Wezbrana woda podmyła filary mostu, wypychając je ku górze, co doprowadziło do zawalenia się całej konstrukcji. Filary były osadzone zbyt płytko, gdyż nie przewidziano, że Osobłoga może wezbrać na tyle mocno, by doprowadzić do katastrofy. Jeszcze trzy minuty przed przewróceniem się pierwszego filaru przez most przejechał pociąg.
13 lipca w Krapkowicach na Odrze fala powodziowa przekroczyła poziom 8 metrów. W okolicy Koźla rozlewiska miały 6 km szerokości.
Fala kulminacyjna dotarła do Wrocławia 12 lipca i ustąpiła 17 lipca. W wyniku powodzi pod wodą znalazła się ponad połowa Wrocławia, w tym Stare Miasto, wyspy odrzańskie i ogród zoologiczny, sparaliżowana została komunikacja tramwajowa. W efekcie powodzi podjęto decyzję o budowie nowoczesnego węzła wodnego, który miał chronić miasto przed następnymi powodziami.
10 sierpnia cesarzowa Augusta udała się do Głuchołaz, Jarnołtówka i Prudnika, aby zobaczyć tereny zniszczone podczas powodzi. Jej wizyta zaowocowała wybudowaniem zapory wodnej w Jarnołtówku.